# Gymnostomum aurantiacum
Gymnostomum aurantiacum là một loài Rêu trong họ Pottiaceae. Loài này được (Mitt.) A. Jaeger mô tả khoa học đầu tiên năm 1870.